# Милютин, Михаил Михайлович
Михаил Михайлович Милютин (1918, Валуйки — 2004, Москва)— руководящий работник органов госбезопасности СССР.

## Биография
Без экзаменов поступил в Московский механико-машиностроительный институт им. Н. Э. Баумана. В 1941 году после окончания института работал в ОТК, затем старшим мастером завода № 4 (имени Ворошилова), завода № 589 (г. Коломна). В начале войны вместе с заводом эвакуирован в Красноярск, где завод вошёл в состав «Красмаша».
В январе 1943 г. перешёл на работу в органы НКВД, получил звание лейтенанта ГБ. До конца 1952 года служил в УМГБ Красноярского края, прошёл путь от помощника оперуполномоченного до заместителя начальника 2-го отдела (контрразведки).
В 1952 — 1958 годах — заместитель начальника УМГБ-УМВД-УКГБ по Сахалинской области.
В 1958 — 1963 годах — начальник УКГБ по Калининградской области.
В октябре 1963 — мае 1968 года — председатель КГБ при Совете Министров Таджикской ССР, затем до 1971 года — заместитель начальника 2-го Главного управления Комитета государственной безопасности при Совете Министров СССР (контрразведка). В 1964 г. присвоено звание «генерал-майор». Состоял членом Бюро ЦК Компартии Таджикистана. Избирался депутатом Верховного Совета СССР 7-го созыва (1966—1970) от Таджикской ССР, входил в Совет Национальностей.
С 1 марта 1971 по октябрь 1974 года — начальник 7-го Управления (оперативно-поисковая работа) КГБ при Совете Министров СССР. Участвовал в создании группы «Альфа».
Входил в состав межведомственного Совета по космическим исследованиям.
В 1974 — 1988 году работал заместителем министра химической промышленности СССР.
С 1 января 1989 года на пенсии.
Умер 13 августа 2004 года, похоронен на Троекуровском кладбище Москвы.

### Семья
Жена (с 1946 г.) — Софья Глазова, чертёжница, затем конструктор; в конце 1940-х гг. — секретарь Ленинского райкома ВЛКСМ г. Красноярска.
Дочь — Ирина (р. 1947).
Сын — Милютин Михаил Михайлович

## Награды
- орден Октябрьской Революции
- два ордена Красного Знамени
- орден Трудового Красного Знамени
- орден «Знак Почёта»
- медаль «За боевые заслуги»
- 18 медалей
- нагрудный знак «Почётный сотрудник госбезопасности»